# 蟻人
蟻人（英語：Ant-Man）是一位出現在漫威漫畫中的超級英雄，真人版演員為保羅·活特。初任漢克·皮姆藉由自己所發現的一種可以改變物體大小的亞原子粒子「皮姆粒子」來從事英雄活動，是復仇者的創始成員之一。
在IGN的超級英雄票選中被選為第67名最受喜歡的角色。

## 人物

### 亨利·皮姆（初代蟻人）
第一代蚁人的原名為亨利·“汉克”·皮姆（Henry "Hank" Pym），又称皮姆博士。皮姆博士是一个天才级科学家，拥有生物化学博士学位。他也涉足于量子力學、人工智能、机械工程学等领域。皮姆博士的主要能力来自他创造的微形原子——皮姆粒子，接触该微形原子后，他可以随意改变自身大小，并且他所接触到的物体也能改变大小。皮姆博士的身体缩小后，还能拥有正常体型的体能和力量。身体变大后，皮姆博士拥有超人的力量和体能。

### 史考特·朗恩（二代蟻人）
一名电子学专家，曾經因為抢劫而入狱，但在监狱里发奋读书，出獄后加入了史塔克工业，还为复仇者聯盟的总部设计了警报装置。后来当他为了给心脏衰弱的女儿凱西（Cassie）筹集手术费，潜入了第一代蚁人汉克·皮姆的住所，偷走了蚁人的制服及缩小方程式粒子。他想劫持一位名医，却误打误撞地救了此人。他之后向汉克自首，汉克得知他为了救爱女而原谅了他，并把蚁人的装备等送给他，希望他以此行善。朗恩以第二代蚁人的身份加入复仇者，但妻子却和他离婚，把女儿带走了；朗恩和其在复仇者的队友红心杰克（Jack of Hearts）之間的关系很差，但后者最终卻救了凱西。红心杰克由于自身的问题自杀后，緋紅女巫引发“复仇者解散”，用杰克的尸体炸毁了总部，朗恩就此牺牲。

### 艾瑞克·奧格雷迪（三代蟻人）
原是一名神盾局探員，卻是一個人品極有問題的"英雄"。
在內戰期間，漢克·皮姆為神盾局開發了一套新式蟻人戰服。本計畫由奧格雷迪的朋友克里斯·麥卡錫（Chris McCarthy）穿著，但麥卡錫被犯罪組織九頭蛇殺死後，奧格雷迪便偷了蟻人戰服及裝備；而原本預定是由米契·卡森（Mitch Carson）接替麥卡錫的，卡森追捕奧格雷迪期間，被奧格雷迪失手毀容。奧格雷迪利用制服作威作福，後被漢克·皮姆下令捉拿。

## 能力
蟻人的身体能够透過皮姆粒子隨意地變大和縮小，亦擁有控制昆蟲（主要是螞蟻）的能力。
漢克·皮姆的几个身份都采用了他創造的“皮姆粒子”来改变自己的身體和其他物体的大小，人体和其他物体只要充分地接触到这种粒子就可以自由地变大和缩小。他最大的状态大约是100英尺（30米），最小状态大约是0.5英寸。由史克魯爾人創造的冒牌汉克·皮姆曾经声称自己可以缩小到亚原子级别但並不可信，如今汉克已经可以利用自己的思维來控制皮姆粒子。
汉克擁有生物化学的博士学位，而且在量子物理學、机器人學、人工智能和昆虫学方面亦有十分丰富的知识，是地球上最聪明的科学家和發明家之一。汉克所創造的智能机器人奥创后来叛变並成为了復仇者聯盟的长期敌人之一，汉克亦深受其害（2015年电影《復仇者聯盟2：奧創紀元》中改為由鋼鐵人創造）。
汉克通常都被视为复仇者联盟的二线队员，主要是为队伍提供科技支援。
汉克作为蚁人，配戴於头部的面罩下有一层十分薄的电子机件，可以使汉克控制昆虫。他开发了装在手套部位的「刺针」光枪，他也善于针对敌人的特点即时研发专门的武器，这些装备通常都经过皮姆粒子处理，可以和他一起变化。

## 其他媒體

### 電視
- 「蟻人」史考特·朗恩與浩克出現在Coke Mini廣告中，該廣告在第五十屆超級盃期間首播，由電影演員保羅·路德配音。
- 《蟻人（英语：Ant-Man (2017 TV series)）》：「蟻人」史考特·朗恩由喬許·基頓（英语：Josh Keaton）配音。

### 電影
- 漫威電影宇宙：麥克·道格拉斯飾演初代蟻人漢克·皮姆，保羅·路德飾演第二代蟻人史考特·朗恩[3]。
  - 《蟻人》（2015年）
  - 《美國隊長3：英雄內戰》（2016年）【仅史考特·朗恩】
  - 《蟻人與黃蜂女》（2018年）
  - 《復仇者聯盟：終局之戰》（2019年）
  - 《蟻人與黃蜂女：量子狂熱》（2023年）
  - 《復仇者聯盟：末日之戰》（2026年）

### 遊樂設施
- 蟻俠與黃蜂女：擊戰特攻！